# São José do Rio Preto (tiểu vùng)
São José do Rio Preto là một tiểu vùng thuộc bang São Paulo, Brasil. Tiều vùng này có diện tích 10397 km², dân số năm 2007 là 669214 người.